# Birkach (Kronach)
Birkach ist ein Gemeindeteil der Kreisstadt Kronach im Landkreis Kronach (Oberfranken, Bayern).

## Geographie
Die Einöde liegt am Birkacher Graben, einem linken Zufluss der Haßlach, der beim Ort eine Kette von Weihern speist. Eine Gemeindeverbindungsstraße führt nach Glosberg (1 km nördlich) bzw. zur Kreisstraße KC 25 (0,2 km südlich).

## Geschichte
Am 19. Mai 1632, während des Dreißigjährigen Krieges, wurde Birkach von (protestantischen) „Culmachischen Völkern“ abgebrannt.
Gegen Ende des 18. Jahrhunderts gab es in Birkach 2 Anwesen. Das Hochgericht übte das bambergische Centamt Kronach aus. Grundherren waren die Stadt Kronach (1 Halbhof) und das Spital Kronach (1 Halbhof).
Mit dem Gemeindeedikt wurde Birkach dem 1808 gebildeten Steuerdistrikt Reitsch und der 1818 gebildeten Ruralgemeinde Glosberg zugewiesen. Am 1. Mai 1978 wurde Birkach im Zuge der Gebietsreform in Bayern in Kronach eingegliedert.

### Baudenkmäler
- Haus Nr. 1: Ehemaliges bischöfliches Burggut
- Bildstock

### Einwohnerentwicklung
| Jahr      | 001818 | 001861 | 001871 | 001885 | 001900 | 001925 | 001950 | 001961 | 001970 | 001987 |
| Einwohner | 25     | 42     | 37     | 23     | 15     | 18     | 32     | 11     | 9      | 5      |
| Häuser    | 5      |        |        | 3      | 3      | 3      | 2      | 2      |        | 1      |
| Quelle    | [ 6 ]  | [ 8 ]  | [ 9 ]  | [ 10 ] | [ 11 ] | [ 12 ] | [ 13 ] | [ 14 ] | [ 15 ] | [ 1 ]  |

## Religion
Der Ort ist römisch-katholisch geprägt und war ursprünglich nach St. Johannes der Täufer (Kronach) gepfarrt. Seit dem 19. Jahrhundert ist die Pfarrei Mariä Geburt (Glosberg) zuständig.